# Træsejlere
Træsejlere (latin: Hemiprocnidae) er en fuglefamilie i ordenen sejlere. 

## Klassifikation
Familie Hemiprocnidae
- Slægt Hemiprocne
  - Gråtoppet træsejler, Hemiprocne coronata
  - Grøntoppet træsejler, Hemiprocne longipennis
  - Træsejler, Hemiprocne comata
  - Stor træsejler, Hemiprocne mystacea